# Is-slottet
Is-slottet é um filme de drama norueguês de 1987 dirigido e escrito por Per Blom e Tarjei Vesaas. Foi selecionado como representante da Noruega à edição do Oscar 1988, organizada pela Academia de Artes e Ciências Cinematográficas.

## Sinopse
Em uma área montanhosa remota na Noruega na década de 30, duas garotas de 12 anos, Siss e Unn, se encontram. Elas são amigas, mas para Unn o relacionamento é mais sério, e ela admite ter fantasias secretas com sua companheira.

## Elenco
- Line Storesund - Siss
- Hilde Nyeggen Martinsen - Unn
- Merete Moen - Moster
- Sigrid Huun - mãe / Moren
- Vidar Sandem - pai
- Knut Ørvig
- Urda Brattrud Larsen
- Charlotte Lundestad